# Сара бинт Фейсал
Сара бинт Фейсал (араб. سارة بن فيصل‎; род. 27 марта 1997, Амман) — принцесса Иордании, сестра-близнец принцессы Айши.

## Биография
Сара бинт Фейсал родилась 27 марта 1997 года в Аммане в семье принца Фейсала ибн Хусейна и его первой жены, принцессы Алии Таббаа. У неё есть сестра-близнец, принцесса Айша (род. 1997), а также старшая сестра, принцесса Айя (род. 1990) и старший брат, принц Омар (род. 1993).
Сара бинт Фейсал получила начальное и среднее образование в Аммане, закончив частную школу. Затем поступила в Вестминстерский университет, который закончила в степени магистра в области архитектуры и дизайна.
В сентябре 2023 года возглавила иорданскую спортивную делегацию для участия в Азиатских играх.